# التاريخ العسكري للاتحاد السوفييتي

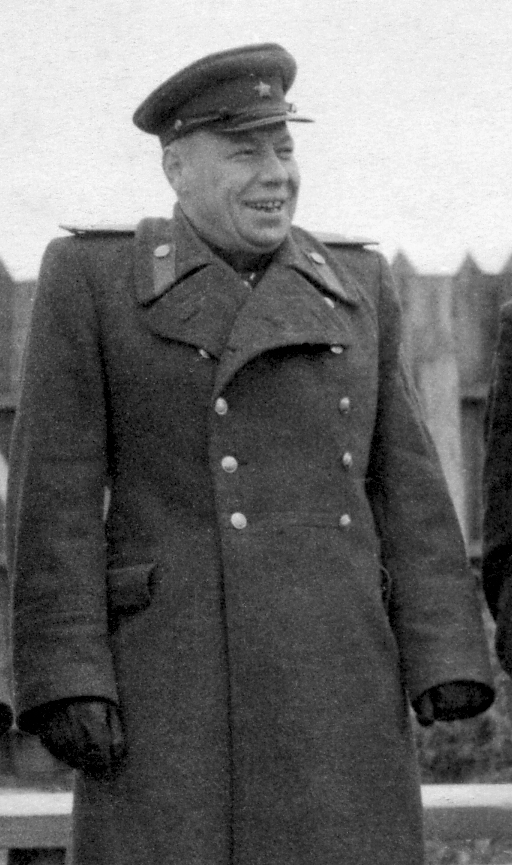
جفوزديفسكي فيدور ألكسيفيتش، رئيس المبنى رقم 500

بدأ التاريخ العسكري للاتحاد السوفييتي في الأيام التي تلت ثورة أكتوبر 1917 التي جاءت بالبلاشفة إلى السلطة. في عام 1918، شكلت الحكومة الجديدة الجيش الأحمر، الذي هزم بعدها العديد من الأعداء الداخليين في الحرب الأهلية الروسية 1917–22. شهدت الأعوام 1918–21 هزائم الجيش الأحمر في الحرب البولندية السوفييتية (1919–21)، وفي حروب استقلال كل من إستونيا (1918–20)، ولاتفيا (1918–20)، وليتوانيا (1918–19). غزا الجيش الأحمر فنلندا في نوفمبر 1939؛ وخاض معارك خالخين غول في الفترة بين مايو وسبتمبر من عام 1939 (بجانب حليفته منغوليا) ضد اليابان ودولتها العميلة مانشوكو؛ وأُرسل الجيش عندما شارك الاتحاد السوفييتي، بالاتفاق مع ألمانيا النازية، في غزو بولندا في سبتمبر عام 1939، واحتل دول البلطيق (يونيو 1940)، وبيسارابيا (يونيو-يوليو 1940)، وشمال بوكوفينا (يونيو-يوليو 1940) (من رومانيا). خلال الحرب العالمية الثانية، أصبح الجيش الأحمر قوة عسكرية أساسية في هزيمة ألمانيا النازية واحتلت منشوريا. بعد الحرب، احتل ألمانيا الشرقية والعديد من الدول في أوروبا الوسطى والشرقية، التي أصبحت دولًا تابعة في الكتلة السوفييتية.
بعد انتصار الحلفاء على ألمانيا واليابان في عام 1945، أصبح الاتحاد السوفييتي القوة العظمى الوحيدة المنافسة للولايات المتحدة. أدت الحرب الباردة بين البلدين إلى التعزيزات العسكرية، وسباق التسلح النووي، وسباق الفضاء. بحلول أوائل ثمانينيات القرن العشرين، أصبحت القوات المسلحة السوفييتية تمتلك قوات ودبابات وأسلحة مدفعية وأسلحة نووية تفوق أي دولة أخرى على وجه الأرض. سقط الاتحاد السوفييتي في عام 1991، ليس بسبب الهزيمة العسكرية بل بسبب العوامل الاقتصادية والسياسية؛ راجع تاريخ الاتحاد السوفييتي (1982–1991).
تكون الجيش السوفييتي من خمسة أفرع عسكرية، وهي بالترتيب الرسمي للأهمية:[بحاجة لمصدر]
- قوات الصواريخ الاستراتيجية (تأسست في عام 1959).
- القوات البرية
- القوات الجوية
- قوات الدفاع الجوي (أصبحت فرعًا منفصلًا في عام 1949)
- القوات البحرية

كانت هناك قوتان عسكريتان سوفييتيتان: القوات الداخلية (إم في دي)؛ التي تخضع لوزارة الداخلية، وقوات الحدود؛ التي تخضع للاستخبارات السوفييتية (الكي جي بي).

## الخلفية القيصرية والثورية
استبدلت ثورة فبراير بالقيصر الحكومةَ الروسية المؤقتة لعام 1917، التي أطاحت بها الثورة البلشفية في عام 1917. كان الجيش الروسي، الذي أُنهك نتيجة مشاركته في الحرب العالمية الأولى، في آخر مراحل الانحلال والانهيار.
مع أن التأثير البلشفي في صفوف الجيش كان قويًا، اكتظت صفوف الضباط بالعديد ممن كانوا معارضين بشدة للشيوعية. أدرك البلاشفة أن الجيش القيصري هو أحد المؤسسات التابعة للنظام القديم المكروه، وقرروا إلغاءه لصالح تأسيس جيش جديد يدين بالولاء للأهداف الماركسية. أصبحت نواة الجيش القيصري نواةً لجيش الحكومة الروسية المؤقتة الذي أصبح نواةً للجيش الأبيض، والذي ساعد بالتعاون مع القوات الدخيلة من خارج روسيا (من اليابان، وبريطانيا، وفرنسا، والولايات المتحدة) في محاولة التصدي للجيش الأحمر خلال الحرب الأهلية الروسية.
في 28 يناير عام 1918، أعلن القائد البلشفي فلاديمير لينين عن تأسيس الجيش الأحمر، ليضم رسميًا 20,000 من الحرس الأحمر و60,000 من الرماة اللاتفيين، مع 200,000 بحار من البلطيق وحفنة من جنود حامية بتروغراد المتعاطفين. خدم ليون تروتسكي بمنصب أول مفوض في الحرب.
كان الجيش الأحمر في بداياته مساواتيًا ومن ثم افتقر إلى الانضباط. اعتبر البلاشفة الرتب العسكرية والتحية العسكرية من التقاليد البرجوازية وألغوها؛ أصبح الجنود ينتخبون قادتهم ويصوتون على الأوامر التي ينفذوها. ولكن أُلغي هذا النظام تحت ضغط الحرب الأهلية الروسية (1918–21)، وأُعيد تنصيب الرتب.
خلال الحرب الأهلية، حارب البلاشفة مجموعات الثورة المضادة التي أصبحت معروفة بالجيوش البيضاء، بالإضافة إلى الجيوش التي دعمها حلفاء روسيا السابقون مثل بريطانيا وفرنسا، والذين رأوا ضرورة التخلص من الحكومة البلشفية. حقق الجيش الأحمر سلسلة من الانتصارات الأولية على أعدائه، وفي خضم التفاؤل أمر لينين الجيش السوفييتي الغربي بالتقدم غربًا في الفراغ الذي خلقته القوات الألمانية المنسحبة من مناطق أوبر أوست. اجتاحت تلك العملية الجمهورية الأوكرانية الشعبية حديثة التكوين والجمهورية الشعبية البيلاروسية، وأدت في النهاية إلى الغزو السوفييتي للجمهورية البولندية الثانية، وهي دولة حديثة الاستقلال كانت تابعة للإمبراطورية الروسية السابقة. بغزو بولندا واندلاع الحرب البولندية السوفييتية، أعرب البلاشفة عن إيمانهم بأنهم سوف ينتصرون حتمًا على القوات الرأسمالية المعادية في الوطن أو خارجه.
كانت الغالبية العظمى من الضباط المحترفين في الجيش الروسي من النبلاء؛ علاوة على ذلك، انضم الكثير منهم إلى الجيوش البيضاء. لذلك واجه جيش العمال والفلاحين في البداية نقصًا في القادة العسكريين المحنكين. ولسد هذا النقص، ضم البلاشفة 50,000 من الضباط السابقين بجيش الإمبراطورية لقيادة الجيش الأحمر. في نفس الوقت، ألحقوا مفوضين سياسيين بوحدات الجيش الأحمر لمراقبة تصرفات وولاء القادة المحترفين، الذين سُميوا سابقًا «المتخصصين العسكريين». بحلول عام 1921، هزم الجيش الأحمر أربعة جيوش بيضاء وأوقف خمس فرق أجنبية مسلحة تدخلت في الحرب الأهلية، ولكنه بدأ يواجه انتكاسات في بولندا.
تمكنت القوات البولندية من كسر سلسلة طويلة من الانتصارات البلشفية المتتالية عن طريق شن هجوم مضاد بجسارة في معركة وارسو في أغسطس عام 1920. في وارسو، واجه الجيش الأحمر هزيمة ضخمة وغير متوقعة لدرجة أنها حولت مسار الحرب بالكامل، وأجبرت السوفييت على القبول بالشروط غير المواتية التي أقرّتها معاهدة ريغا، الموقعة في 18 مارس عام 1921. كانت أكبر هزيمة للجيش الأحمر في التاريخ.
بعد الحرب الأهلية، أصبح الجيش الأحمر مؤسسة عسكرية احترافية أكثر فأكثر. مع تسريح الجزء الأكبر من جنوده الذين بلغ عددهم خمسة ملايين، تحول الجيش الأحمر إلى قوة صغيرة تقليدية، وتكونت الميليشيات الإقليمية للتجنيد في وقت الحرب. تأسست المدارس الحربية السوفييتية خلال الحرب الأهلية، وبدأت بتخريج أعداد كبيرة من الضباط المدربين الذين يدينون بالولاء للسلطة السوفييتية. سعيًا نحو زيادة احترام المهنة العسكرية، أعاد الحزب تعيين الرتب العسكرية السابقة، وخفّض درجة المفوضين السياسيين، وأرسى في النهاية مبدأ القيادة الفردية.

## تطور بنية الجيش السوفييتي، وأيديولوجيته، وعقيدته

### مكافحة التجسس الحربية
خلال تاريخ الجيش السوفييتي، حافظت الشرطة السرية السوفييتية (المعروفة أيضًا بتشيكا، والمديرية السياسية للدولة (جي بّي يو)، والمفوضية الشعبية للشؤون الداخلية (إن كي في دي)، من بين العديد من الأسماء الأخرى) على سيطرتها على الأقسام الخاصة لمكافحة التجسس التي كانت موجودة في التشكيلات العسكرية الأكبر. كان السميرش (1943–1946) هو الأشهر وتأسس خلال الحرب الوطنية الكبرى. بينما كان أفراد القسم الخاص لفوج ما معروفين بشكل عام، فقد تحكموا بشبكة من المخبرين السريين، من التشيكيزم والعسكريين المجندين العاديين على حد سواء.

### العقيدة السياسية
تحت قيادة لينين وتروتسكي، ادعى الجيش الأحمر الالتزام بإعلان ماركس أن البرجوازية لا يمكن التغلب عليها سوى بثورة عالمية للبروليتاريا، ولهذه الغاية ركزت العقيدة السوفييتية الأولية على نشر الثورة في الخارج وتوسيع التأثير السوفييتي عبر العالم. قدم لينين تجربة أولى لنظرية ماركس عندما غزا بولندا على أمل خلق انتفاضة شيوعية في ألمانيا المجاورة. أكملت حملة لينين في بولندا تأسيسه للأممية الشيوعية في عام 1919، وهي منظمة هدفها الوحيد القتال «بكافة الوسائل المتاحة، بما في ذلك القوة المسلحة، للتخلص من البرجوازية العالمية وخلق الجمهورية السوفييتية الدولية باعتبارها مرحلة انتقالية للإلغاء الكامل للدولة».
تماشيًا مع فلسفة الأممية الشيوعية، كبح الجيش الأحمر بالقوة ثورة باسماشي المعادية للسوفييتية في آسيا الوسطى بغرض إبقاء تركستان في نظام التحالف السوفييتي. في عام 1921، تخلص احتلال الجيش الأحمر لجمهورية جورجيا الديمقراطية من الحكومة الجورجية المفوضة واستبدل بها الجمهورية السوفييتية. اندمجت جورجيا بالقوة مع أرمينيا وأذربيجان بغرض تكوين جمهورية ما وراء القوقاز السوفييتية الاشتراكية، وهي دولة عضو في الاتحاد السوفييتي.

### العلاقات العسكرية الحزبية
خلال ثلاثينيات القرن العشرين، أدت الخطط الخمسية والدافع الصناعي لستالين إلى بناء القاعدة الإنتاجية اللازمة لتحديث الجيش الأحمر. لأن احتمالات الحرب في أوروبا قد زادت في وقت لاحق من العقد، ضاعف الاتحاد السوفييتي نفقاته العسكرية ثلاث مرات وضاعف حجم قواته النظامية ليكافئ قوة أعدائه المحتملين.
في عام 1937، طهر ستالين الجيش الأحمر من خيرة قادته العسكريين. خوفًا من أن يمثل الجيش تهديدًا لحكمه، سجن ستالين العديد من ضباط الجيش الأحمر، قُدروا بالآلاف، أو أعدمهم، ومن بينهم ثلاثة من الخمسة الذين حملوا رتبة مشير. كانت تلك الأفعال بصدد إضعاف قدرات الجيش الأحمر بشدة خلال الحرب السوفييتية الفنلندية (حرب الشتاء) في 1939–40 وأيضًا خلال الحرب العالمية الثانية.
خوفًا من الشعبية الجارفة للقوات المسلحة بعد الحرب العالمية الثانية، خفّض ستالين الرتبة العسكرية لبطل الحرب الفريق غيورغي جوكوف، وحصل وحده على الفضل في إنقاذ البلاد. بعد وفاة ستالين في عام 1953، ظهر جوكوف ثانيةً داعمًا قويًا لنيكيتا خروتشوف. كافأ خروتشوف جوكوف بتعيينه وزيرًا للدفاع وعضوًا كاملًا في المكتب السياسي. أدى القلق من أن يتمتع الجيش بسلطات كبيرة في السياسة إلى العزل المفاجئ لجوكوف في خريف عام 1957. أغضب خروتشوف لاحقًا القوات المسلحة عن طريق خفض نفقات الدفاع بخصوص القوات التقليدية بغرض تنفيذ خططه للإصلاح الاقتصادي.
سجلت السنوات التي قضاها  ليونيد بريجنيف في السلطة أعلى درجات التعاون بين الحزب والجيش، إذ وفر موارد سخية للقوات المسلحة. في عام 1973، أصبح وزير الدفاع عضوًا عاملًا في المكتب السياسي لأول مرة منذ عام 1957. ولكن بريجنيف شعر بوضوح بتهديد العسكريين المحترفين، وسعى نحو خلق هالة من القادة العسكريين حوله سعيًا نحو فرض سلطته على القوات المسلحة.
في بداية ثمانينيات القرن العشرين، توترت العلاقات بين الجيش والحزب بخصوص مسألة مخصصات الموارد للقوات المسلحة. على الرغم من الكساد في النمو الاقتصادي، طالبت القوات المسلحة، عادة دون جدوى، بالمزيد من الموارد لتطوير أسلحة تقليدية متقدمة.
خفّض ميخائيل غورباتشوف دور الجيش في مراسم الدولة، بما في ذلك نقل ممثلي الجيش إلى نهاية صف القيادة فوق ضريح لينين خلال العرض العسكري السنوي في الساحة الحمراء لإحياء ذكرى ثورة أكتوبر. بدلًا من ذلك، شدد غورباتشوف على الأولويات المدنية الاقتصادية والكفاية المعقولة في الدفاع في مقابل المتطلبات المحسوسة للعسكريين المحترفين.